# Balassagyarmati zsinagóga
A Balassagyarmati zsinagóga egy mára elpusztult monumentális zsinagóga, Közép-Európa második legnagyobb ortodox zsinagógája volt.

## Története
A XIX. század közepére Balassagyarmat lakosságának 40% volt izraelita. A hosszú múltra visszatekintő, és ekkoriban egyre bővülő közösség 1839-ben kezdte el a korábbi zsinagóga helyett új építését. A zsinagóga viszont belviszályok miatt - Deutsch Áron Dávid főrabbi alatt és hathatós közreműködésével - csak 1868-ra készült el. Romantikus mór stílusban épült, mintegy 4000 fő befogadására volt alkalmas. Homlokzatát gazdag architektúra uralta. Miután a balassagyarmati zsidókat 1944. június 14-én deportálták, hadianyagraktárként használták, majd december 9-én hajnalban a visszavonuló német csapatok a zsinagógát felrobbantották. Az épület romos maradványait 1950-ben robbantották fel és takarították el. Ma a városi piac van a helyén.
Érdekesség, hogy a zsinagóga egyes források szerint Magyarország egyik legnagyobb ortodox zsinagógája volt.